# Ryna (film)
Ryna este un film dramatic elvețiano-român din 2005, regizat de Ruxandra Zenide, după un scenariu scris de Marek Epstein.

## Rezumat
Ryna este o adolescentă, care lucrează ca mecanic auto în orașul Sulina, făcând naveta din micul sat din Delta Dunării, unde locuiește cu tatăl său. Tunsă scurt, Ryna se comportă băiețește, fiind depersonalizată de lipsa de sensibilitate a tatălui ei, precum și de dorința obsesiv constantă acestuia de a fi avut un băiat și nu o fată.
Adolescenta ar vrea să „scape” din obscurul sat dintre ape, luptând simultan și pentru recâștigarea feminității sale. Se va vedea dacă va reuși sau nu, dar orice schimbare majoră are un preț.

## Distribuție
Distribuția filmului este:
- Dorotheea Petre — Ryna Biriș, o adolescentă băiețoasă care lucrează ca mecanic auto
- Valentin Popescu — Vasile Biriș, tatăl Rynei, proprietarul unei benzinării și al unui atelier de reparații auto
- Nicolae Praida — „tataia”, bunicul Rynei, fost pescar
- Mathieu Rozé — George, un antropolog francez venit pentru cercetări în Delta Dunării
- Aura Călărașu — mama Rynei, soția lui Vasile
- Theodor Delciu — poștașul, un tânăr nătâng îndrăgostit de Ryna
- George Custură — Pescu, primarul orașului Sulina (menționat George Custura)
- Radu Romaniuc — Micu, nepotul primarului, un tânăr îndrăgostit de Ryna
- Constantin Ghenescu — doctorul Marcu, gazda antropologului
- Dana Taloș — doamna Marcu, soția doctorului
- George Robu — Gică, polițistul orașului
- Oxana Moravec — inspectoarea criminalistă de la Tulcea

## Primire
Filmul a fost vizionat de 2.568 de spectatori în cinematografele din România, după cum atestă o situație a numărului de spectatori înregistrat de filmele românești de la data premierei și până la data de 31 decembrie 2014 alcătuită de Centrul Național al Cinematografiei.

## Premii, recunoaștere
Filmul Ryna a propulsat-o pe Dorotheea Petre în puternica lumină a reflectoarelor Premiilor Gopo. La prima ediție a Galelor Gopo, cea din 2007, actrița a fost recompensată cu premiul Gopo pentru cea mai bună actriță (în rol principal).